# Varjúkotinga
A varjúkotinga (Pyroderus scutatus) a madarak (Aves) osztályának a verébalakúak (Passeriformes) rendjéhez, ezen belül a kotingafélék (Cotingidae) családjához tartozó Pyroderus nem egyetlen faja.

## Rendszerezése
A fajt George Shaw angol zoológus írta le 1792-ben, a Coracias nembe Coracias scutata néven.

## Alfajai
- Pyroderus scutatus granadensis (Lafresnaye, 1846)
- Pyroderus scutatus masoni Ridgway, 1886
- Pyroderus scutatus occidentalis Chapman, 1914
- Pyroderus scutatus orenocensis (Lafresnaye, 1846)
- Pyroderus scutatus scutatus (Shaw, 1792)[2]

## Előfordulása
Dél-Amerikában, Argentína, Brazília, Kolumbia, Ecuador, Guyana, Paraguay, Peru és Venezuela területén honos. A természetes élőhelye a szubtrópusi vagy trópusi síkvidéki és hegyi esőerdők, valamint száraz erdők.

## Megjelenése
Testhossza 36-46 centiméter, testtömege 413 gramm.

## Életmódja
Főleg gyümölcsökkel és nagyobb rovarokkal táplálkozik.

## Külső hivatkozások
- Képek az interneten a fajról
- Internet Bird Collection - videók a fajról
- Xeno-canto.org - a faj hangja